# Matheus Motzo
Matheus Motzo (São Caetano do Sul, 9 settembre 1999) è un pallavolista italiano, opposto della Virtus Aversa.

## Biografia
Nato in Brasile, è stato adottato a 8 anni, assieme alle sorelle, da una famiglia di Oristano.

## Palmarès

### Nazionale (competizioni minori)
- Campionato europeo under 19 2017
- Festival olimpico della gioventù europea 2017
- Campionato mondiale under 21 2019